# Ranunculus karkaralensis
Ranunculus karkaralensis är en ranunkelväxtart som beskrevs av Schegol.. Ranunculus karkaralensis ingår i släktet ranunkler, och familjen ranunkelväxter. Inga underarter finns listade i Catalogue of Life.